# Olympische Sommerspiele 2004/Teilnehmer (Israel)
| Gelbes Symbol für Goldmedaillen mit stilisierten Olympischen Ringen | Graues Symbol für Silbermedaillen mit stilisierten Olympischen Ringen | Braundes Symbol für Bronzemedaillen mit stilisierten Olympischen Ringen |
| ------------------------------------------------------------------- | --------------------------------------------------------------------- | ----------------------------------------------------------------------- |
| 1                                                                   | —                                                                     | 1                                                                       |

Israel nahm an den Olympischen Sommerspielen 2004 in der griechischen Hauptstadt Athen mit 36 Sportlern, 16 Frauen und 20 Männern, teil.
Seit 1952 war es die 13. Teilnahme Israels bei Olympischen Sommerspielen.

## Flaggenträger
Der Judoka Ariel Zeevi trug die Flagge Israels während der Eröffnungsfeier im Olympiastadion; bei der Schlussfeier wurde sie vom Windsurfer Gal Fridman getragen.

## Medaillengewinner
Mit je einer gewonnenen Gold- und Bronzemedaille belegte das israelische Team Platz 52 im Medaillenspiegel.

### Gold
| Name        | Sportart | Wettkampf  |
| ----------- | -------- | ---------- |
| Gal Fridman | Segeln   | Windsurfen |

### Bronze
| Name        | Sportart | Wettkampf         |
| ----------- | -------- | ----------------- |
| Ariel Zeevi | Judo     | Halbschwergewicht |

## Teilnehmer nach Sportarten

### Fechten
- Ayelet Ohayon
Frauen, Florett, Einzel: 19. Platz

### Judo
- Gal Yekutiel
Superleichtgewicht: 2. Runde

- Ehud Vaks
Halbleichtgewicht: Viertelfinale

- Yoel Razvozov
Leichtgewicht: Viertelfinale

- Ariel Zeevi
Halbschwergewicht: Bronze

- Michal Feinblat
Frauen, Halbleichtgewicht: Viertelfinale

### Kanu
- Michael Kolganov
Einer-Kajak, 500 Meter: Halbfinale

- Ro’l Yellin
Einer-Kajak, 1000 Meter: 9. Platz

- Larisa Kosorukova-Pesyakhovich
Frauen, Einer-Kajak, 500 Meter: 6. Platz

### Leichtathletik
- Haile Satayin
Marathon: 20. Platz

- Asaf Bimro
Marathon: 59. Platz

- Alexander Awerbuch
Stabhochsprung: 8. Platz

- Nili Abramski
Frauen, Marathon: 42. Platz

- Irina Lenskiy
Frauen, 100 Meter: Vorläufe

### Rhythmische Sportgymnastik
- Katia Pisetsky
Einzel: 16. Platz in der Qualifikation

### Ringen
- Yasha Manasherov
Mittelgewicht, griechisch-römisch: 19. Platz

- Gotcha Tsitsiashvili
Halbschwergewicht, griechisch-römisch: 14. Platz

- Yuriy Yevseychyk
Superschwergewicht, griechisch-römisch: 19. Platz

### Schießen
- Aleksandr Danilov
Luftpistole: 20. Platz
Freie Scheibenpistole: 15. Platz

- Guy Starik
Kleinkaliber, liegend: 16. Platz

### Schwimmen
- Anna Gostomelsky
Frauen, 50 Meter Freistil: 35. Platz
Frauen, 100 Meter Freistil: 32. Platz
Frauen, 100 Meter Rücken: 28. Platz

- Vered Borochovsky
Frauen, 100 Meter Schmetterling: 26. Platz
Frauen, 200 Meter Lagen: 24. Platz

### Segeln
- Gal Fridman
Windsurfen: Gold

- Gideon Kliger
470er: 15. Platz

- Udi Gal
470er: 15. Platz

- Lee Korzits
Frauen, Windsurfen: 13. Platz

- Nike Kornecki
Frauen, 470er: 18. Platz

- Vered Buskila
Frauen, 470er: 18. Platz

### Synchronschwimmen
- Anastasia Gloushkov
Duett: 17. Platz

- Inna Yoffe
Duett: 17. Platz

### Taekwondo
- Maya Arusi
Frauen, Klasse bis 49 Kilogramm: 10. Platz

### Tennis
- Jonathan Erlich
Doppel: 5. Platz

- Andy Ram
Doppel: 5. Platz

- Anna Smaschnowa
Frauen, Einzel: 33. Platz

### Tischtennis
- Marina Kravchenko
Frauen, Einzel: 17. Platz

### Turnen
- Pavel Gofman
Einzelmehrkampf: 19. Platz
Barren: 26. Platz in der Qualifikation
Boden: 36. Platz in der Qualifikation
Pferdsprung: 48. Platz in der Qualifikation
Reck: 47. Platz in der Qualifikation
Ringe: 50. Platz in der Qualifikation
Seitpferd: 31. Platz in der Qualifikation